# カルロス・デ・アジャ・ゴンサーレス
カルロス・デ・アジャ・ゴンサーレス（Carlos de Haya González de Ubieta, 1902年3月1日 - 1938年2月21日）は、スペイン軍のパイロットである。周回コースでの速度記録を樹立した。

## 経歴
1902年3月1日にビスカヤ県ビルバオに生まれ、ビルバオで初等教育・中等教育を受けた。16歳の時にアビラの士官学校に入学し、少尉として卒業した。1921年に、士官学校を卒業し、将校となった。ブルゴスの部隊に配属された後、モロッコで第3次リーフ戦争に参加した。1925年にTafersitで働いているときにパイロットになることを命じられ、訓練を受けてパイロットになり、第1航空連隊に配属され、モロッコで飛行任務に就いた。
1927年に戦争が終わり、1929年からブレゲー 19で記録飛行を行った。シプリアーノ・ロドリゲス(Cipriano Rodriguez)とともに1929年に周回コースで、5000 kmを平均速度 208.159 km/h、2000 kmを平均速度 220.458 km/hで飛行するなど、当時の世界記録を更新した。1930年に卓越したパイロットに与えられるハーモン・トロフィー（ナショナル・トロフィー）を受賞した。1931年に同じ機体、乗組員でサハラ砂漠、ニジェールの密林を越える赤道ギニアのバタまでの4,500 km を27時間で飛行し、1932年に2回目のハーモン・トロフィーを受賞した。 
スペイン内戦が勃発すると、スペイン第二共和国政府に反乱を起こした国民戦線軍側で戦った。フィアット CR.32で空中戦に参加して戦死した。